# Starr Struck: Best of Ringo Starr, Vol.2
Starr Struck: Best of Ringo Starr, Vol.2 è l'undicesimo album solista e seconda raccolta di Ringo Starr, uscita il 24 febbraio 1989 negli Stati Uniti su etichetta Rhino.
L'album, pubblicato sull'onda del successo del tour del 1989 con la All-Starr Band, comprende tracce scelte dal periodo successivo a Blast from Your Past, ovvero dal 1976 al 1983. Si tratta di un periodo poco felice della carriera di Ringo, e quindi di una compilation meno interessante e briosa della prima. Non ebbe alcun successo.

## Tracce
1. Wrack My Brain (da Stop and Smell the Roses) - 2:20
2. In My Car (da Old Wave) - 3:13
3. Cookin' (In the Kitchen of Love) (da Ringo's Rotogravure) - 3:37
4. I Keep Forgettin' (da Old Wave) - 4:18
5. Hard Times (da Bad Boy) - 3:31
6. Hey! Baby (da Ringo's Rotogravure) - 3:10
7. Attention (da Stop and Smell the Roses) - 3:18
8. A Dose of Rock 'n' Roll (da Ringo's Rotogravure) - 3:24
9. Who Needs a Heart (da Bad Boy) - 3:48
10. Private Property (da Stop and Smell the Roses) - 2:44
11. Can She Do It Like She Dances (da Ringo the 4th) - 3:12
12. Heart on My Sleeve (da Bad Boy) - 3:20
13. Sure to Fall (in Love with You) (da Stop and Smell the Roses) - 3:41
14. Hopeless (da Old Wave) - 3:17
15. You Belong to Me (da Stop and Smell the Roses) - 2:11
16. She's About a Mover (da Old Wave) - 3:52